# Bretleben
Bretleben là một đô thị ở Kyffhäuser district ở bang Thüringen, Đức. Đô thị này có diện tích km², dân số thời điểm ngày 31 tháng 12 năm 2006 là người. Đô thị này tọa lạc bên hữu ngạn sông Unstrut, giữa các thị xã Heldrungen và Artern.
Bretleben nằm bên tuyến đường sắt giữa Erfurt và Sangerhausen, với nhánh đi Bad Frankenhausen và Sondershausen.